# Konter László
Konter László (Szeged, 1944. április 12. – 2023. február 23.) Jászai Mari-díjas magyar színész, rendező, színházigazgató.

## Életpályája
Konter Imre vasúti kalauz és Menyhárt Ilona gyermekeként született. A szegedi Ságvári Endre Gimnáziumban érettségizett, majd 1963–1966 között a Debreceni Tanítóképző Főiskola hallgatója volt. 1974–1979 között a Színház- és Filmművészeti Főiskola diákja volt. 1969–1972 között, illetve 1973–1974-ben a Szegedi Nemzeti Színházban volt színész. 1972–1973-ban a Békés Megyei Jókai Színház művésze volt. 1979–1983 között a Pécsi Nemzeti Színház tagja volt. 1983-tól 10 esztendőig a budapesti Népszínház rendezője volt. 1989–1993 között a Népszínházi Opera igazgatója volt. 1993–2007 között a Békés Megyei Jókai Színház igazgatója, valamint főrendezője volt.

## Színházi rendezései
A Színházi Adattárban regisztrált bemutatóinak száma 78.
| - Arbuzov: Kései találkozás (1976, 1995) - Federico: Az úrhatnám szolgáló (1977) - Čapek: A végzetes szerelem játéka (1977) - Wilder: Hosszú karácsonyi ebéd (1977) - Jünger: Az operapróba (1977) - Molnár Ferenc: Játék a kastélyban (1978) - Mocsár Gábor: Az özvegyi hűség (1978) - Kocsonya Mihály házassága (1978) - Spiró György: Nyulak Margitja (1978, 1979) - Dóczy Lajos: Csók (1978) - Strindberg: Álomjáték (1979) - William Shakespeare: Ahogy tetszik (1979) - Goethe: Faust (1980) - Brammer-Grünwald: Marica grófnő (1980) - Meilhac-Milhaud: Nebáncsvirág (1980) - Herczeg Ferenc: Bizánc (1981) - Scarnicci-Tarabusi: Kaviár és lencse (1981) - Fo: A hetedik (A VII. parancsolat: Ne lopj - annyit!) (1982) - Victor Hugo: A királyasszony lovagja (1982, 2001) - Jékely Zoltán: Mátyás király juhásza (1983, 1987) - Lázár Ervin: A hétfejű tündér (1983) - Tabi László: A tettes ismeretlen (Enyhítő körülmény) (1983) - Raffai Sarolta: Egyszál magam (1984) - Fésűs Éva: A csodálatos nyúlcipő (1984) - Lengyel Menyhért: Róza néni (1985) - Tersánszky Józsi Jenő: Szidike lakodalma (1986) - Barta Lajos: Szerelem (1986) - Illyés Gyula: Tűvé tevők (1987) - Kárpáthy Gyula: Timur és csapata (1987) - Ensikat: A brémai muzsikusok (1988) - Suassuna: A kutya testamentuma (1988) - Schönthan: A szabin nők elrablása (1988) - Sultz Sándor: Öljük meg Józsit! (1989) | - Mosenthal: A windsori víg nők (1990) - Ghelderode: Vakok (1991) - Miller: Alku (1994) - Strindberg: Az apa (1995) - Ibsen: A nép ellensége (1995) - Ungár Tamás: Mihók, a bolondos (1996) - Szabó Magda: Az a szép fényes nap (1996) - Dürrenmatt: A fizikusok (1997) - Szabó Magda: Kiálts, város! (1997) - Gorkij: A nap fiai (1998) - Hauptmann: Naplemente előtt (1998) - William Shakespeare: Othello, a velencei mór (1998) - Schiller: Don Carlos (1998) - Wouk: Zendülés a Caine hajón (1999) - Tremblay: Sógornők (1999) - Németh László: A két Bolyai (1999) - Jókai Mór: A gazdag szegények (2000) - Lope de Vega: A kertész kutyája (2000) - Kiss Stefánia: Jean d'Arc (2000) - Németh László: Villámfénynél (2001) - Camoletti: A mi Annánk (2002) - Schittenhelm: Da Vinci (2003) - Simon: Pletyka (2003, 2004) - Hellman: Könyörtelenek (2003) - Machiavelli: Mandragóra (2004) - Csehov: Ványa bácsi (2005) - Heltai Jenő: Naftalin (2005, 2006) - Kopit: Nine (Kilenc) (2005) - Camoletti: Boldog születésnapot (2006, 2007) - Albee: Nem félünk a farkastól (2007) - Thomas: A hölgy fecseg és nyomoz (2007, 2008) - Karinthy Frigyes: Minden ugyanúgy van (2010) |

## Színházi szerepei
A Színházi Adattárban regisztrált bemutatóinak száma: 22.
- Müller Péter: Márta....Dániel
- Bíró Lajos: Sárga liliom....Géza
- Dürrenmatt: János király....Lajos
- Giraudoux: Párizs bolondja....Pincér
- Madách Imre: Mária királynő....Kék főúr
- Shaw: Candida....Lexy Mill
- Illyés Gyula: Dózsa György....Egy legény
- Feiffer: Apró-cseprő gyilkosságok....Stern bíró
- Scarnicci-Tarabusi: Kaviár és lencse....Marcello
- Williams: A vágy villamosa....Pablo
- Pancsev: A négy süveg....Petko gazda
- Páskándi Géza: Tornyot választok....Csulai György
- William Shakespeare: V. Henrik....Montjoy hírnök
- Osztrovszkij: A szép férfi....George
- Baiesu: Mennyei boldogság....Gigel
- William Shakespeare: Vízkereszt, vagy amit akartok....Valentine
- Weiss: Jean Paul Marat üldöztetése és meggyilkolása, ahogy a charentoni elmegyógyintézet színjátszói előadják de Sade úr betanításában....
- Bulgakov-Majakovszkij: Rein mérnök álma (Boldogság)....Michelsohn
- Krleža Miroslav: Golgota....Ivan
- Heltai Jenő: Naftalin....Kapronczay
- Remenyik Zsigmond: Pokoli disznótor....
- Molière: Botcsinálta doktor....

## Filmjei
- Bors (1968)
- Nápolyt látni és… (1973)
- A dunai hajós (1974)
- Mata Hari (1985)
- Linda (1986)
- Titánia, Titánia, avagy a dublőrök éjszakája (1988)
- Szomszédok (1988-1994)
- Eldorádó (1989)
- Cikász és a halló pálmák (1990)
- Szoba kiáltással (1990)
- Kisváros (1993-1998)
- Kis Romulusz (1994)
- Alfred (1995)
- A cég – A CIA regénye (2007)
- A katedrális (2010)
- Borgiák (2011)
- Hacktion: Újratöltve (2012)
- Megdönteni Hajnal Tímeát (2014)
- Hurok (2016)

## Díjai, elismerései
- Jászai Mari-díj (1996)